# Біндас Ольга Іванівна
Ольга Іванівна Біндас (1902, село Горошине Полтавської губернії, тепер Кременчуцького району Полтавської області — ?) — українська радянська діячка, голова Дрогобицької обласної ради профспілок.

## Життєпис
Народилася в родині селянина-середняка. У 1914 році здобула початкову освіту в рідному селі. З 1914 року навчалася в Лубенській жіночій гімназії Полтавської губернії. Закінчила сім класів гімназії, здобула фах вчителя молодших класів. Деякий час вчителювала.
У 1923—1927 роках — студентка Київського кооперативного інституту. Закінчила також однорічні педагогічні курси із підготовки викладачів кооперативних технікумів при Київському кооперативному інституті.
Після закінчення курсів працювала в системі сільськогосподарської кооперації. У 1933—1941 роках — на керівній роботі в туристсько-екскурсійному бюро ВЦРПС по Харківській області.
Член ВКП(б) з лютого 1941 року.
Під час німецько-радянської війни працювала завідувачем навчальної частини евакуйованого дитячого будинку в Саратовській області РРФСР.
У 1944—1949 роках — інструктор, завідувач відділу Дрогобицького міського комітету КП(б)У.
У 1949—1951 роках — голова Дрогобицького обласного комітету професійної спілки працівників політосвітніх установ.
У липні 1951 — січні 1958 року — голова Дрогобицької обласної ради професійних спілок.
Із січня 1958 року — на пенсії.

## Нагороди
- орден Трудового Червоного Прапора (6.12.1957)
- медаль «За трудову відзнаку» (23.01.1948)
- медалі